# چشمه (۲)
چشمه(۲) یک اندیس غیرفلزی است که در حوالی شهر محلات استان مرکزی قرار دارد و مادهٔ معدنی موجود در آن، فلوئورین است. سنگ میزبان این اندیس آهک است و دیرینگی آن به دوران تریاس می‌رسد. در این اندیس، پاراژنز‌های سیلیس یافت می‌شوند.